# سعید دارپرنیان
سعید دارپرنیان عضو تیم ملی کانوپولو در مسابقات قهرمانی آسیا کره جنوبی ۲۰۰۷ بود. تیم ایران در این مسابقات به رده سوم و مدال برنز دست یافت.